# Mihályfa
Mihályfa je vas na Madžarskem, ki upravno spada pod podregijo Zalaszentgróti Županije Zala.